# Pagelak
Pagelak is een bestuurslaag in het regentschap Banjarnegara van de provincie Midden-Java, Indonesië. Pagelak telt 1858 inwoners (volkstelling 2010).